# 박현거
박현거, (Hyeon K. Park, 1950년 ~ , 부산 출생) 핵융합 플라스마 물리학자이다. 한국인으로서는 최초로 찬드라세카 (Chandrasekhar) 상을 수상하였다 (2020). 울산과학기술원 은퇴 (2021) 후 동기술원 명예교수이며 일본 동경대학교 공과대학 특임교수로 재직후 2023년부터 PPPL에서 Senior Physicist로 재직중.

## 학력
- 1969 - 1975: 서강대학교 물리학과 중퇴 군복무
- 1978: 남가주대학 (University of Southern California) 물리학 학사
- 1984년: 캘리포니아 주립대학 (UCLA) 전기공학 박사

## 약력
1984년 UCLA 에서 응용플라스마 물리를 전공하고, 첨단 마이크로파 및 원적외선을 이용한 핵융합 플라스마 첨단 진단장비 개발을 통한 핵융합 플라스마 속의 파동연구를 주제로 박사학위를 취득함.  
1984년 - 2007년: 프린스턴 대학 플라스마 물리연구소 (PPPL)에서 24년간 재직하였음.  당시 미국 최강의 연구 장치였던 TOKAMAK FUSION TEST REACTOR (TFTR) [1982-1994] 에서 에너지 가둠현상 및 불안정성 연구를 다중채널 간섭계 개발 및 운영을 통해 하였고 많은 저서를 남김. TFTR 장치에서의 연구 이후 핵융합 플라스마를 2, 3차원으로 촬영 할 수 있는 획기적인 진단 장치들 [i.e., 전자영상장치 (Electron Cyclotron Emission imaging [ECEi] and microwave imaging reflectometry [MIR])] 을 미국에너지성의 지원으로 개발하여 독일 TEXTOR 핵융합 장치에서 MHD 불안정성의 대표인 SAWTOOTH (톱니) 현상을 이차원으로 촬영하는데 성공 함으로써 핵융합 플라스마 진단에 새로운 장을 열었다.  
2007년 - 2013년: 포항공과대학 물리학과 교수로 초빙되어, 2009년 부터 포항공과대학 내에 핵융합 플라스마 진단 및 정상상태 운전 센터 (Center for Plasma Diagnostic and Steady State Operation Research)를 설립하고 연구원 및 학생들과 한국이 건설중인 초전도 핵융합 장치인 KSTAR 플라스마 연구에 쓰일 2/3 차원 최첨단 마이크로파 영상장치 개발에 매진 함. 2010년 대전에서 IAEA가 주도하는 Fusion Energy Conference (FEC) 에서 최초의 KSTAR 플라스마 불안정성 영상을 발표함. 그후 KSTAR 에서의 주요 물리연구의 핵심 도구가 되었다.   
2013년 - 2021년: 울산 과학기술원 물리학과 교수로 재직 하면서 핵융합 플라스마 물리 안정성과 가둠성 연구센터를 설립하고 KSTAR 플라스마 불안정성과 에너지이동에 관한 연구를 계속 하였음. 2015년부터 2017년까지 KSTAR 연구 센터장을 겸임하였고 2017년 이후에는 초빙 자문위원으로 지속적으로 KSTAR플라스마 물리연구를 조언 해왔음.  2021년에 정년퇴임 후 동기술원 명예교수로 있음.
2021년 ~ 2022 년: 일본 동경대학교 공과대학 특임교수
2023 년 ~ 현재: 프린스턴 대학 플라스마 물리 연구소 (PPPL) senior Physicist 

## 학술활동 및 수상
- 2008 - 2013 국제토카막 물리협회 (ITPA), 진단분야 부회장, 및 회장
- 2011 - 2016 Plasma Physics and Controlled Fusion 편집위원
- 2012 미국물리학회 Fellow
- 2013 - 2020 ITER 과학기술 자문 위원
- 2013 - 2015 APFA international program committee Chair
- 2017 - 2022 IAEA 산하 국제 핵융합 위원회 (International Fusion Research Council Member) 위원
- 2020 Chandrasekhar상 수상, 아태물리협회 플라스마 분과 (AAPPS-DPP)

## 연구분야
1978-1984 원 적외선 (Far-InfraRed wavelength) 을 이용한 플라스마 진단 기술 개척 
- 1.22mm 파장의 레이저 및 탐지기 개발을 통해 세계 최초의 플라스마 파동 산란 실험
- UCLA Microtor tokamak 장치에서 최초의 다중 체널 산란 장치 개발 및 응용

1984-1997 프린스턴 플라스마 연구소 (PPPL)에서 Tokamak Fusion Test Reactor (TFTR) 장치에 다중 채널 간섭계 개발팀에 참여
- 다중 간섭계의 운영 및 새로운 Abel inversion algorithm 개발을 통해 TFTR 플라스마의 전자분포 2차원 데이터를 자동화함
- 2차원 데이터를 이용한 전자분포 형태 와 에너지 저장 간의 scaling 연구 및 중성자 방출을 연구함
- TFTR and CDX projects 에서 대학원생 지도

1997-2001 TFTR 실험이 끝난다음 TFTR 다중채널 간섭계를 다음 장치인 NSTX에 재 설치하고 이를 Far Infrared Tangential Interferometer/Polarimeter (FIReTIP) system 이라 지칭 함
- NSTX FIReTIP system 의 설치와 운영

2001-2007 혁신적인 2-3 차원 전자섭동 영상장치 개발과 동시에 NSTX에 High-k 다중채널 산란장치를 건설함. 동시에 연구소에서의 KSTAR건설에 필요한 설계를 주도 함
- TEXTOR 영상장치를 통해 세계 최초로 Microwave Imaging system 의 가능성을 보여주었고 SAWTOOTH 불안정성의 붕괴 과정을 2차원으로 촬영하는데 성공 함.
- NSTX에 건설중이던 다중채널 High-k 산란장치의 완성과 에너지 수송연구에 새장을 개척 함.
- PPPL에서 KSTAR 관련 program 관장 지도 함

2008 - 2013 포항공과대학에 핵융합 플라스마 진단 및 정상상태 운전 센터 (Center for fusion plasma diagnostics & steady state operation)를 설립하고 KSTAR에 필요한 영상장치 건설 및 운영에 매진함
- KSTAR 장치의 3-D ECEI and 2-D MIR 장치들의 건설을 성공적으로 건설
- 세계 최초로 tokamak H-mode 플라스마의 가장자리 불안정성 (ELM) 구조를 KSTAR에서 관측함

2014 - 2021 울산과학기술원에 핵융합 플라스마 안정성 및 에너지가둠 연구센터 설립 
- KSTAR에서 여러 MHD 및 Turbulence 이론과 비교 연구 할 수 있는 실험을 통해 얻은 연구결과를 도출.
- 프랑스 장치인 WEST에 영상장치를 건설 함

2021~ 2022  동경대학교 공과대학에서 특임교수로 재직중
- 핵융합 에너지 개발의 역사와 물리학의 진보에 관한 대학원 및 대학생들을 위한 강의
- Magnetic Reconnection 현상에 관한 새로운 플라스마 진단장치 개발

## 대표논문 (~320 편 SCI 논문중 최근편)
- Review paper on "Microwave Imaging System Development" in Rev. Sci. Instrum. (2003). 
  - https://doi.org/10.1063/1.17948 64

- Back to back first author papers in one issue (2006) among 36 Phys. Rev. Letts.
  - https://doi.org/10.1103/PhysRevLett.96.195003
  - https://doi.org/10.1103/PhysRevLett.96.195004

- Review paper on “Newly uncovered physics of MHD instabilities using 2-D electron cyclotron emission imaging system in toroidal plasmas”, in Advances in physics-X, (2019)
  - https://doi.org/10.1080/23746149.2019.1633956
- Chandrasekhar Lecture review paper on "Advances in physics of the magneto‑hydro‑dynamic and turbulence‑based instabilities in toroidal plasmas via 2‑D/3‑D visualization", in Springer Nature (2022)
  - https://doi.org/10.1007/s41614-022-00076-2

## 대표강연
- Overview/Plenary/Invited talks at IAEA FEC 2018
  - IAEA Fusion Energy Conference (2010, 2016, 2018)
  - American Physical Society Division of Plasma Physics (APS-DPP) (1996, 2005, 2013),
  - Association of Asian Pacific Physics Society, Division of Plasma Physics (AAPPS-DPP) (2015, 2021)
  - European Physical Society Division of Plasma Physics (2015)
  - Japanese Physical Society, Division of plasma Physics (2011)
  - Topical conferences
    - Laser Aided Plasma Diagnostics (2005), High Temperature Plasma Diagnostics (2004), International Conference on Infrared and Millimeter Waves (2004), International Congress on Plasma Physics (2006), Asian Pacific Plasma Conference (2013), Toki conference (2006, 2011, 2012), Lecture on Interferometry/polarimetry at IEEE SPIE conference (2003), etc..
- Colloquium:
  - Zejang University, China (2011, 2012),
  - Rutgers University, USA (2011)
  - Princeton Plasma Physics Laboratory, Princeton University (2023)
  - Marseille University, France (2023)
  - IRFM, CEA, France (2023)